# 金印 (企業)
金印株式会社（きんじるし）はワサビ商品を製造する企業。

## 沿革
- 1929年（昭和4年） - 小林元次により、名古屋の柳橋中央市場に青果商小林商店創業[1]。
- 1930年（昭和5年） - 生わさびの卸売に転業[1]。
- 1933年（昭和8年） - 粉わさびの研究に着手[1]。
- 1937年（昭和12年） - 粉わさび商品名を「金印わさび」「銀印わさび」と命名[1]。
- 1939年（昭和14年） - わさび切断機を発明。
- 1940年（昭和15年） - 名古屋市中川区八幡本通に本社、本社工場（旧本社工場）を開設。
- 1944年（昭和19年） - 小林元次の召集により、粉わさびの生産を中止。
- 1948年（昭和23年） - 粉わさびの生産を再開。小林商店大阪出張所を開設。
- 1949年（昭和24年） - 東京出張所を開設。
- 1952年（昭和27年） - 法人化、金印わさび株式会社を設立する。社長は小林元次[1]（2003年（平成15年）に金印株式会社に社名変更）。
- 1953年（昭和28年） - 東京営業所を設立。
- 1954年（昭和29年） - 大阪営業所を設立。
- 1955年（昭和30年） - 京都金印促成会（後援会）を結成。
- 1957年（昭和32年） - 柳島工場を開設。
- 1960年（昭和35年） - 福岡営業所を開設。本社新社屋、本社工場を建設。
- 1961年（昭和36年） - 柳島工場を近代化。
- 1962年（昭和37年） - 札幌営業所、東京支店を設立。
- 1967年（昭和42年） - 大阪、札幌営業所を支店に昇格する。
- 1969年（昭和44年） - 広島出張所を開設。
- 1971年（昭和46年） - 『金印ねりわさび小袋』発売開始（業界初）[1]。
- 1972年（昭和47年） - 仙台出張所、東京本部を設立。
- 1973年（昭和48年） - 本社裏側に厚生会館を建設。女子寮、社員食堂を竣工。
- 1975年（昭和50年） - 初代社長小林元次が死去。二代目社長に長男の小林一光が就任。
- 2004年（平成16年） - 愛知県により、『愛知ブランド企業』認定[2]。
- 2005年（平成17年） - ブランド名をワナーから金印に変更、ワナー物産を金印物産に社名変更[2]。
- 2014年（平成26年）5月12日 - 本社を中川区から中区栄のナディアパークに移転[3]。

## 製品

### 香辛料・調味料
- ワサビ製品
  - 粉、練り、おろし
- 鮮魚市場シリーズ
  - わさび、しょうが
- きざみわさび
- 花わさび
- ドレッシング
- からし酢味噌
- お吸い物

### 調理道具
- 鮫皮おろし

### サプリメント
- サプリメント「ワサビスルフィニル」

### 化粧品
- 化粧品「サンスルフィー」

## 用語

### ワサビスルフィニル（wasabi sulfinyl）[4]
国産の本わさびから抽出した成分6-メチルスルフィニルヘキシルイソチオシアネート（6-MSITC）を指す。加工わさび製造企業である金印が、わさび特有の辛みを除いた独自の抽出製法を確立し、2004年（平成16年）に命名、商標を取得。2007年（平成19年）には特許を取得をしている。
解毒作用、抗酸化作用、血流改善作用、がん細胞転移抑制作用、糖尿病合併症予防作用、花粉症軽減効果、炎症抑制作用、膝関節痛抑制作用、美肌効果など、数多くの機能性が期待されており、研究が進められている。

### ワサビチオヘキシル（wasabi thiohexyl）[6]
本わさび特有の香り成分6-メチルチオヘキシルイソチオシアネート（6-MTITC）を指す。金印が、わさびの香り成分の解明を行うなかで新たな機能性を発見し、2006年（平成18年）に命名、商標を取得している。
花粉症軽減作用、ヒスタミン放出抑制作用など機能性が期待されており、研究が進められている。

### ワサビフラボン（wasabi flavone）[7]
本わさびの葉から抽出した美容成分を指す。金印が、利用価値のなかった本わさびの葉から新たな機能性を発見し、2006年（平成18年）に命名。
肌細胞のコラーゲン産生促進作用など機能性が期待されており、研究が進められている。

## CM出演者

### 過去
- 道場六三郎
- 菅井きん
- 池田満寿夫

## スポンサー番組
- 2時のワイドショー（読売テレビ・日本テレビ系）
- ニュースステーション（テレビ朝日系）
- クイズ赤恥青恥（テレビ東京系）